# Obrana Wizne
Obrana Wizne počela je 1. rujna i trajala do 10. rujna 1939. godine. Bitka je bila između Njemačke i Poljske. Događala se u ranim fazama invazije na Poljsku. Bitka se dogodila u regiji Wiznag u blizina grada Łomża. Poljaci ovu bitku poenkad nazivaju i poljskim Termopilom.

## Priprema
1939. u okolici Wizne nalazila se poljska linija obrane koja je bila na rijeci Narvi koristeći u svrhu bolje obrane. Mjesto Wizna leži istočno od križanja na rijeci Narvi, i vrlo je važno strateško mjesto. Na sjeveru rijeka Narva i Biebrza stvorile su dugačke močvare, a Narva je bila preplavljena. Rijeke su se mogle prijeći samo kroz Oswiec.
U Wizni je izgrađena nedovršena linija obrane, koja se počela graditi u proljeće 1939., a proteže se na nekoliko kilometara. Bila je podijeljena na dvije linije obrane; prva tzw. Czaty sastojala se od dva bunkera u selu Wlochowka, te od glavne otporne točke u Grądy-Woniecku, te druga primarna linija obrane koja se nalazila u selima Kolodzieje i Gielczyin koja su se nalazila na desnoj obali rijeke Narve, gdje su se nalazila dva teška bunkera. Linija obrane izgrađena je četiri kilometra od rijeke, što je poljskim vojnicima dalo bolji pregled na dolinu. Na sljedećim mjestima izgrađeno je bunkera:
- Giełczyn-Kołodzieje - tri teška skloništa,
- Góra Strękowa - dva teška skloništa,
- Kurpiki - jedno teško sklonište,
- Maliszewo - jedno teško sklonište.

Skloništa koja su bila u obrambenoj crti Wizna spadaju pod tipični poljski međuratni dizajn. Svako od skloništa, osim jednoga, bilo je izgrađeno zasebno, prema potrebi branitelja, zbog prilagođenosti terenu itd. Skloništa su bila izgrađena od armiranog betona, naoružana teškim strojnicama i teškim kupolama. Nedostatak skloništa bio je manjak svjetla, topničkog oružja, minobacača i protu-tenkovskih topova. Nedovoljna gustoća skloništa bila je također jedan od nedostataka, što je dopustilo Nijemcima da unište jedno po jedno sklonište. Najveće sklonište nalazilo se na brdu Strekowa. Osim toga, neka skloništa nisu bila maskirana, te u dva skloništa nije montirana oklopna kupola.
Postojao je i plan o rušenju brana kod rijeke Biebrze i Narve da bi se ta područja potopila, no ljeto 1939. bilo je jedno od najsušnijih u povijest Poljske pa je to bilo nemoguće.
Iako bunkeri još nisu bili spremni za obranu, poljske snage u obrani bile su dobro pripremljene. Debljina zida bunkera bila je 1,5 metara, a bunkeri su bili smješteni na uzvisinama zbog dobre vidljivosti.

## Početak napada - prva faza
Dne 1. rujna 1939. počeo je Poljski obrambeni rat i Drugi svjetski rat. Njemačka 3. armija napredovala je iz Istočne Pruske prema Varšavi, ravno kroz položaje Poljskog korpusa kod Narwe. 2. rujna poljski satnik Władysław Raginis imenovan je zapovjednikom obrane područja Wizna. Njegov stožer nalazio se u bunkeru pod imenom "GG-126" u blizini sela Góra Strękowa. Bunker se nalazio na uzvisini u sredini obrambene linije. Pod njegovim zapovjedništvom bilo je 700 vojnika i dočasnika, 20 časnika; 6 topova (76 mm), 24 teških strojnica, 18 strojnica i dvije protu-tenkovske puške tipa Kb ppanc wz.35.
Nakon nekoliko njemačkih udara, konjanička brigada koja se nalazila u Wizni, u noći 4./5. rujna dobila je naredbu da se povuče, što je i učinjeno 5. rujna. Povukli su se u Mały Płock i pregazili rijeku Narvu. 3. rujna poljske su snage uočene iz zrakoplova i bile napadnute teškom strojničkom paljbom iz njemačkih lovaca.
Dana 7. rujna 1939. izviđačka jedinica njemačke 10. oklopne divizije, generala Von Falkenhorsta zauzela je selo Wiznu. Poljska izvidnica nakratko je branila selo i povukla se na desnu obalu rijeke Narve. Kad su njemački tenkovi pokušali prijeći most, on je srušen uz pomoć poljskih inženjeraca. Nakon noći, njemačko pješaštvo pregazilo je rijeku i počelo je njemačko napredovanje prema Giełczynu, no zadobili su teške gubitke.
Dana 8. rujna, njemački general, Heinz Guderian, zapovjednik XIX. oklopnog korpusa Wehrmachta, dobio je naredbu da nastavi napredovanje iz Wizne prema Brześću. Rano ujutro 9. rujna, Guderianovi tenkovi ušetali su u Wiznu i pridružili se 10. oklopnoj diviziji i "Lötzen" brigadi koja je većš bila u tom prostoru. Njegove vojne snage su se sastojale od 1.200 časnika i 41.000 vojnika i dočasnika, koji su bili pomognuti s 350 tenkova, 108 haubica, 58 topova, 195 protu-tenkovskih topova, 108 malih minobacača, 188 raketnih topova, 288 teških strojnica i 689 običnih strojnica. Sveukupno, njemačke snage su bile 60 puta jače od poljskih.

## Drugi napad - druga faza
Idućega jutra njemačke snage su zahtijevale da se branitelji Wizne predaju jer je već cijela Poljska pod njemačkom okupacijom i da je buduća obrana uzaludna. U cilju da ojača trupe Władysław Raginis zakleo se da neće napuštati mjesto živ i da se obrana mora nastaviti. Poljsko je topništvo bilo nekoliko puta slabije i bilo je prisiljeno povući se prema Białystoku. Nakon pripreme počeo je njemački napad na sjeverno krilo poljske obrambene crte. Vod koji se našao pod udarom njemačkih tenkova i pješaštva pružao je slabiji otpor kraće vrijeme. U početku napada, gubitci njemačkog pješaštva bili su veliki, no nakon paljbe njemačke teške topnice, zapovjednik obrane Giełczyna, nadpukovnik Kiewlicz, dobio je naredbu da spali drveni most na Narvi i povuče se prema Białystoku. Ostatak poljskih vojnika probio je njemački obruč i povukao se prama Białystoku, gdje su se pridružili snagama generala Kleeberga.
Nedugo nakon početka napada na sjeverno krilo, pokrenut je napad i na južno krilo. Poljskim bunkerima nedostajalo je protu-tenkovskog oružja, no bili su naoružani strojnicama koje su nanosile velike gubitke njemačkom pješaštvu. U 6 sati poljski branitelji bili su prisiljeni napustiti rovove i poljske utvrde i povući se u bunkere. Njemački tenkovi napokon su mogli nastaviti napredovanje prema Tykocinu i Zambrówu. Međutim, njemačko pješaštvo je i dalje bilo pod teškim pritiskom poljskih bunkera u močvarnim područjima ispred bunkera.
Iako je Raginis bio podređeni potpukovniku Tadeuszu Tabaczyńsku, zapovjedniku obrane Osowiec, 30 km sjeverno od Wizne, Raginis nije mogao očekivati pojačanje. 8. rujna maršal Poljske, Edward Śmigły-Rydz naredio je 135. pukovniji, pričuvi obrambenih područja Osowieca i Wizne, da se povuče prema Varšavi. Kad je naredba povučena i 135. pukovnija vraćena u Osowiec, bilo je prekasno da se pomogne opkoljenim braniteljima u Wizni
Žestoke borbe u bunkerima su se, unatoč okruženju, nastavile. Nekoliko je njemačkih napada odbijeno tijekom noći 10. rujna i rano u jutro. Oko podne, njemački inženjerci onesposobili su preostala dva bunkera uz pomoć topništva i tenkova. Oba bunkera nalazila su se u Góri Strękowoj, gdje su se branitelji i dalje nastavili opirati, unatoč velikom broju ranjenih i onesposobljenih vojnika i uništenim strojnicama. Zabilježeno je da je Heinz Guderian, u cilju da okonča poljski otpor, zaprijetio zapovjedniku obrane Wizne da će pogubiti ratne zarobljenike ako se Poljaci ne predaju. Kasnije je to postao sjajan blef njemačkog generala jer nijedan zatvorenik nije ubijen. Simbol Poljskog obrambenog rata, satnik Władysław Raginis, časno je počinio samoubojstvo bacivši se na aktiviranu granatu.

## Ishod
Nakon što se okončao poljski otpor u Wizni, XIX. oklopni korpus Njemačke nastavio je napredovanje prema Wysokim Mazowieckima i Zambrówu, gdje se odigrala neuspješna Bitka za Zambrów protiv poljske 18. pješačke divizije, koja je napokon bila okružena i uništena u Bitci za Andzejewo. XIX. oklopni korpus, nakon toga, nastavio je napredovanje prema jugu i sudjelovao u Bitci za Brzešć.
Iako su bunkeri bili uništeni, a branitelji na području Wizne bili uvelike ranjavani i izolirani, njemačko napredovanje zaustavljeno je na tri dana. Junačka borba brojčano i u kakvoći oružja nadjačanih poljskih branitelja danas je simbol Poljskog obrambenog rata i dio poljske popularne kulture.